# Edward Szymczak
Edward Szymczak (ur. 27 lutego 1948) – polski trener lekkiej atletyki, specjalista w skoku o tyczce.

## Życiorys
W młodości był zawodnikiem Lechii Gdańsk, z rekordem życiowym w skoku o tyczce 4,20 (13 października 1968), co było wynikiem z "szóstej" dziesiątki w 1968. Ukończył studia w Wyższej Szkole Wychowania Fizycznego w Gdańsku. Jesienią 1978 został trenerem w Bałtyku Gdynia, a wśród jego zawodników byli m.in. Władysław Kozakiewicz i wychowankowie Ryszard Kolasa, Marian Kolasa, Adam Kolasa i Przemysław Gurin. W czasie pracy w gdyńskim klubie był jednym z pomysłodawców zawodów "Tyczka na molo", organizowanych od 1984. Równocześnie był trenerem polskiej kadry tyczkarskiej i w tym charakterze przygotowywał Mariana Kolasę i Mirosława Chmarę do Igrzysk Olimpijskich w Seulu 1988. W związku z kłopotami finansowych klubu w 1994 wyjechał na kontrakt do Zjednoczonych Emiratów Arabskich.
W 1995 po likwidacji sekcji lekkoatletycznej w Bałtyku rozpoczął pracę w nowo powstałym Klubie Lekkoatletycznym Gdynia. Stworzył tam pierwszy w Polsce ośrodek skoku o tyczce kobiet, a jego najwybitniejszą zawodniczką była Monika Pyrek, którą doprowadził do brązowego medalu mistrzostw świata (2001) i rekordu Europy (4.61 - 21.06.2001). Prowadził tam także Annę Wielgus. Po sezonie 2001 przestał być trenerem Moniki Pyrek. W 2002 utworzył Centrum Szkolenia Olimpijskiego w Skoku o Tyczce przy Akademii Wychowania Fizycznego i Sportu w Gdańsku, a wśród jego zawodników byli ponownie Anna Wielgus i Adam Kolasa, a także Róża Kasprzak. Zawodniczką Centrum była także Anna Rogowska (jej trenerem był Jacek Torliński). W 2004 namówił do uprawiania skoku o tyczce Karmen Bunikowską. Po likwidacji centrum w dalszym ciągu jest trenerem AZS-AWF Gdańsk, gdzie prowadził m.in. K. Bunikowską i Olgę Frąckowiak.
17 lutego 2015 roku odznaczony przez Prezydenta RP Krzyżem Kawalerskim Orderu Odrodzenia Polski.
Jest ojcem Jakuba Szymczaka, medalisty mistrzostw Polski w skoku o tyczce i halowego mistrza Polski (2001), mężem lekkoatletki Teresy Marszałowicz.